# Korpus osobowy
Korpus osobowy – ogół żołnierzy stanowiących w określonym korpusie żołnierzy w służbie wojskowej (tj. oficerów, podoficerów i szeregowych) zasób przeszkolonych specjalistów określonego rodzaju, wykonujących zadania wymagające określonej wiedzy, umiejętności lub praktyki. Korpusy osobowe dzielą się na grupy osobowe, a te z kolei na specjalności wojskowe.

## Korpusy osobowe w Siłach Zbrojnych Rzeczypospolitej Polskiej
Zgodnie z rozporządzeniem z dnia 13 czerwca 2022 r. (Dz.U. z 2022 r. poz. 1333), wyróżnia się następujące 20 korpusów osobowych żołnierzy:
1. korpus osobowy wojsk lądowych;
2. korpus osobowy sił powietrznych;
3. korpus osobowy marynarki wojennej;
4. korpus osobowy wojsk specjalnych;
5. korpus osobowy wojsk obrony terytorialnej;
6. korpus osobowy łączności i informatyki;
7. korpus osobowy kryptologii i cyberbezpieczeństwa;
8. korpus osobowy rozpoznania i walki radioelektronicznej;
9. korpus osobowy przeciwlotniczy;
10. korpus osobowy inżynierii wojskowej;
11. korpus osobowy obrony przed bronią masowego rażenia;
12. korpus osobowy logistyki;
13. korpus osobowy medyczny;
14. korpus osobowy wywiadu i kontrwywiadu wojskowego;
15. korpus osobowy żandarmerii wojskowej;
16. korpus osobowy sprawiedliwości i obsługi prawnej;
17. korpus osobowy duszpasterstwa;
18. korpus osobowy finansowy;
19. korpus osobowy wychowawczy;
20. korpus osobowy ogólny.

## Historia

### Korpusy osobowe w II Rzeczypospolitej Polskiej
Według Ustawy o podstawowych obowiązkach i prawach oficerów Wojsk Polskich z dnia 23 marca 1922 roku poszczególne korpusy były równe co do wartości wzajemnej i nie zachodzi między niemi żaden stosunek podrzędności, ani nadrzędności. Korpusami osobowymi oficerów w 1922 r. były:
- korpus oficerów piechoty
- korpus oficerów jazdy,
- korpus oficerów artylerii
- korpus oficerów inżynierii i saperów
- korpus oficerów aeronautycznych
- korpus oficerów łączności
- korpus oficerów kolejowych
- korpus oficerów samochodowych
- korpus oficerów taborowych
- korpus oficerów żandarmerii
- korpus oficerów kontrolerów
- korpus oficerów sądowych
- korpus oficerów sanitarnych
- korpus oficerów intendentów
- korpus oficerów uzbrojenia
- korpus oficerów geografów
- korpus oficerów weterynaryjnych
- korpus oficerów administracji
- korpus generałów

### Korpusy osobowe obowiązujące dawniej w III Rzeczypospolitej
- Załącznik do Zarządzenia Ministra Obrony Narodowej Nr 53/MON z dnia 8 listopada 1996r. w sprawie określenia korpusów osobowych, grup osobowych i specjalności wojskowych żołnierzy Sił Zbrojnych Rzeczypospolitej Polskiej (Dz. Rozk. MON 1996 r. poz. 258 i Dz. Urz. MON z 2002 r. Nr 5, poz. 46.)
- Rozporządzenie Ministra Obrony Narodowej z dnia 4 grudnia 2003 r. w sprawie korpusów osobowych i grup osobowych kadry zawodowej Sił Zbrojnych Rzeczypospolitej Polskiej (Dz.U. z 2003 r. nr 217, poz. 2140)
- Rozporządzenie Ministra Obrony Narodowej z dnia 12 grudnia 2006 r. zmieniające rozporządzenie w sprawie korpusów osobowych i grup osobowych kadry zawodowej Sił Zbrojnych Rzeczypospolitej Polskiej (Dz.U. z 2006 r. nr 239, poz. 1732)
- Rozporządzenie Ministra Obrony Narodowej z dnia 5 lipca 2007 r. zmieniające rozporządzenie w sprawie korpusów osobowych i grup osobowych kadry zawodowej Sił Zbrojnych Rzeczypospolitej Polskiej (Dz.U. z 2007 r. nr 128, poz. 899)
- Rozporządzenie Ministra Obrony Narodowej z dnia 30 kwietnia 2008 r. w sprawie korpusów osobowych kadry zawodowej Sił Zbrojnych Rzeczypospolitej Polskiej (Dz.U. z 2008 r. nr 86, poz. 531)
- Zgodnie z Rozporządzeniem Ministra Obrony Narodowej z dnia 11 grudnia 2009 r. w sprawie korpusów osobowych, grup osobowych i specjalności wojskowych (Dz.U. z 2009 r. nr 216, poz. 1678) w Siłach Zbrojnych Rzeczypospolitej Polskiej istniało 18 korpusów osobowych podzielonych na grupy osobowe, w obrębie których znajdowały się określone specjalności wojskowe; były nimi korpusy: Wojsk Lądowych, Sił Powietrznych, Marynarki Wojennej, Wojsk Specjalnych, łączności i informatyki, rozpoznania i walki elektronicznej, przeciwlotniczy, inżynierii wojskowej, obrony przed bronią masowego rażenia, logistyki, medyczny, wywiadu i kontrwywiadu wojskowego, Żandarmerii Wojskowej, sprawiedliwości i obsługi prawnej, duszpasterstwa, finansowy, wychowawczy, ogólny, zaś zgodnie z Rozporządzeniem Ministra Obrony Narodowej z dnia 17 lutego 2015 r. zmieniającym rozporządzenie w sprawie korpusów osobowych, grup osobowych i specjalności wojskowych z 2009 roku (Dz.U. z 2015 r. poz. 342}) wprowadzono dodatkowo korpus osobowy kryptologii i cyberbezpieczeństwa, w wyniku czego obecnie osiągnięto liczbę 19 korpusów osobowych.
- Rozporządzenie Ministra Obrony Narodowej z dnia 4 sierpnia 2021 r. w sprawie korpusów osobowych, grup osobowych i specjalności wojskowych (Dz.U. z 2021 r. poz. 1609)
- Rozporządzenie Ministra Obrony Narodowej z dnia 13 czerwca 2022 r. w sprawie korpusów osobowych, grup osobowych i specjalności wojskowych (Dz.U. z 2025 r. poz. 224)